# La Une est à vous
La Une est à vous est une émission de télévision française créée par Guy Lux et diffusée à partir du 15 septembre 1973 sur la Première chaîne de l'ORTF. Puis sur TF1 sous le titre Samedi est à vous du 6 janvier 1975 au 16 octobre 1976. Enfin, de nouveau sous le titre La Une est à vous du 12 septembre 1987 au 27 août 1994 sur TF1.

## Historique
Guy Lux a pris le soin d'élaborer un programme destiné à toute la famille, car auparavant les week-ends étaient délaissés par la télévision. Guy Lux invente la première émission interactive de la télévision française, en permettant à chacun de voter pour sa série préférée au standard de SVP 11 11. En 1975, le standard reçoit en moyenne 20000 appels par émission.
Entre deux séries, les téléspectateurs ont droit à des variétés avec Challenge Parade où l'on peut choisir son chanteur préféré, ou des jeux comme Histoire-stop et Télé Fidélité 1.

## Version ORTF (1rechaîne)
Programmée chaque samedi de 14h00 à 18h00, La Une est à vous démarre le 15 septembre 1973 sur la Première chaîne de l'ORTF. Le journaliste Bernard Golay présente l'émission, accompagné du ventriloque David Michel et son pingouin Nestor.
Catégories proposées:
- Animaux
- Aventures
- Dessins-animés
- Grands moments d'actualité
- Bons moments du cinéma: extraits de films
- Grands moments du sport
- Jeu histoire stop
- Policier
- Pour les jeunes
- Western

Challenge parade: deux chanteurs concourent dans chaque catégorie
- Espoirs
- Champions
- Super champions

## Version TF1 1975
A l'éclatement de l'ORTF, l'émission change de titre pour devenir Samedi est à vous à partir du 6 janvier 1975 sur TF1. L'émission prend fin le 16 octobre 1976.

## Version TF1 1987
L'émission revient à partir du 12 septembre 1987 à la suite de la privatisation de TF1. D'abord présentée par Sylvain Augier, elle sera ensuite animée par Bernard Montiel dès octobre 1988.
Chaque émission est accompagnée de variétés, du tiercé et du jeu Téléfidélité. Seule différence majeure avec la première version, aucun dessin animé ne sera jamais proposé.
Catégories proposées:
- aventures
- comédie
- policier
- science-fiction

### Séries proposées entre 1973 et 1976

#### Les séries françaises
- Vidocq
- Aux frontières du possible
- Arsène Lupin
- D'Artagnan
- Les Chevaliers du Ciel
- Un grand amour de Balzac
- Les Globe-trotters
- Les Évasions célèbres
- Schulmeister, l'espion de l'empereur

#### Les séries britanniques
- Amicalement vôtre
- Chapeau melon et bottes de cuir
- Cosmos 1999
- Arthur, roi des Celtes
- Les Mystères d'Orson Welles
- Follyfoot
- Le Prisonnier

#### Les séries australiennes
- Aventures australes

#### Les séries américaines
- Mission impossible
- Le Sixième Sens
- Les Envahisseurs
- Au-delà du réel
- L'Aventurier
- Les Mystères de l'Ouest
- Au Nom de la Loi
- Primus
- Opération vol
- Columbo
- L'Homme de Vienne
- Cannon
- L'Immortel
- Hondo
- Sam Cade
- Flipper le dauphin
- La Nouvelle Equipe
- Les Règles du Jeu
- Ranch L
- Ne mangez pas les marguerites
- Police des plaines
- Kung Fu
- La Grande Vallée
- Le Grand Chaparral
- Anna et le Roi
- L'Homme Invisible
- Le Proscrit
- Zorro
- Suspense
- Mannix
- Gunsmoke
- Brigade criminelle
- Histoires du siècle dernier

### Dessins-animés proposés entre 1973 et 1976
- Titi et Grosminet
- Satanas et Diabolo
- Charlie le coq
- Le Roi Léo
- Le prince Saphir
- Victor et Horace
- Laurel et Hardy
- Félix le chat
- La Panthère rose
- Bugs Bunny
- Grosminet
- Woody Woodpecker
- Bozo le clown
- Babar
- Le Manège enchanté
- Les aventures de Joe

### Séries proposées entre 1987 et 1994

#### Les séries françaises
- Marie Pervenche
- Vivement Lundi
- Juliette en toutes lettres
- Salut les homards
- Marc et Sophie
- Pause café
- Joëlle Mazart
- Paire d'as
- Talkie-walkie produite en 1987[5] et diffusée à partir du 9 février 1991[6],[7]
- Opération Trafics[8]
- Tarzan
- Madame S.O.S.[9]

#### Les séries australiennes
- Les Aventures de Seaspray[10]
- Sydney Police

#### Les séries américaines
- Les Envahisseurs[11]
- La croisière s'amuse
- Manimal
- La Quatrième dimension
- Au-delà du réel[12]
- Fame
- Matt Helm[13].
- Le Sixième Sens
- Mac Gruder et Loud[14]
- Loin de ce monde
- Le Nouvel Homme invisible
- L'Ouest aux deux visages[15]
- Vivre libre[15]
- Mannix[15]
- L'aventure est au bout de la route
- Ce cher inspecteur
- Les Aventures de Beans Baxter
- Super Carrier
- Au nom de la loi
- Le Magicien
- Tribunal de nuit[9] sur TF1.
- Police 2000
- Spencer’s pilote
- Mash[16]
- Chasseurs de scoop
- Le Gentleman mène l’enquête
- Coup double[15]
- Stingray
- L'Âge de cristal
- Les Douze Salopards
- Sonny Spoon
- Dans la chaleur de la nuit
- Max Headroom
- Buck James
- Duo d'enfer
- Superboy
- Faut se faire la malle
- J.J.Starbuck
- Le Grand Chaparral
- La Belle et la Bête
- La Loi de Los Angeles
- L'Enfer du devoir
- Prince Charmant
- Pour l'amour du risque
- Matt Houston
- Tom Bell
- Quincy
- Le Signe de justice
- Agence tous risques
- Un flic dans la mafia
- Columbo
- Doris Day comédie[12]
- Voyage au fond des mers[17]
- Le Cheval de fer[17]
- Chapeau melon et bottes de cuir[9]

## Commentaires
Le 14 juin 2000, Canal Jimmy rend hommage à l'émission en proposant Jimmy est à vous. Alain Carrazé y reçoit Bernard Golay.